# Helga Meesová
Helga Margot Meesová provdaná Helga Margot Volzová (* 12. červenec 1937 Saarbrücken – 11. dubna 2014, Schifferstadt, Německo) byla německá sportovní šermířka, která se specializovala na šerm fleretem. Západní Německo a spojený německý olympijský tým reprezentovala v padesátých a šedesátých letech. Na olympijských hrách startovala v roce 1960, 1964 a 1968 v soutěži jednotlivkyň a družstev. V soutěži jednotlivkyň získala na olympijských hrách 1964 stříbrnou olympijskou medaili. S německým družstvem fleretistek vybojovala na olympijských hrách 1964 bronzovou olympijskou medaili a s družstvem vybojovala v roce 1957 druhé a v roce 1959 třetí místo na mistrovství světa.